# 张婧仪
张婧仪（1999年7月10日—），女，湖南邵阳人，中国大陆影视演员，北京电影学院2017级表演系。于2018年签约陈坤与周迅成立的经纪公司东申未来，出道作为《风犬少年的天空》。

## 演藝經歷
2018年簽約陳坤與周迅成立的經紀公司東申未來，並在2020年9月出演由青春小說改編的《風犬少年的天空》，開始演藝生涯。
2021年5月主演电影《我要我們在一起》。同年参演两部慶祝中國共產黨成立100周年獻禮作品—《理想照耀中國》之鈕扣篇章和《1921》。並於同年9月出演《關於我媽的一切》，11月出演以中華民國初年為背景的偶像言情劇《一見傾心》。
2022年3月主演《了不起的D小姐》。並在同年11月主演青春愛情題材電視劇《點燃我，溫暖你》。
2023年1月出演电影《無名》。同年4月，特別演出的电影《人生路不熟》和主演的电影《長沙夜生活》於同一天於中国大陸上映。
2024年3月8日主演電影《被我弄丟的你》在中國大陸上映。4月2日主演網絡劇《惜花芷》在優酷上線。

## 作品

### 电影
| 上映年份 | 片名               | 角色   | 备注  |
| 2021     | 《我要我们在一起》 | 凌一堯 | [ 3 ] |
| 2021     | 《1921》           | 宋美龄 | [ 4 ] |
| 2021     | 《关于我妈的一切》 | 李小美 | [ 5 ] |
| 2023     | 《無名》           | 方小姐 | [ 6 ] |
| 2023     | 《人生路不熟》     | 周微雨 | [ 7 ] |
| 2023     | 《长沙夜生活》     | 何西西 | [ 8 ] |
| 2024     | 《被我弄丢的你》   | 王斤斤 | [ 9 ] |
| 2025     | 《独一无二》       | 喻延   |       |

### 电视剧
| 首播年份 | 片名               | 角色      | 备注         |
| 2020     | 《风犬少年的天空》 | 李安然    | 网络剧       |
| 2021     | 《理想照耀中国》   | 章华妹    | 單元《纽扣》 |
| 2021     | 《一见倾心》       | 沐婉卿    | [ 11 ]       |
| 2022     | 《了不起的D小姐》  | 丁易青    | 网络剧       |
| 2022     | 《点燃我，温暖你》 | 朱        | [ 13 ]       |
| 2023     | 《他从火光中走来》 | 南初      |              |
| 2024     | 《惜花芷》         | 花芷      | 网络剧       |
| 2025     | 《藏海传》         | 香暗荼    |              |
| 2025     | 《焕羽》           | 喬青羽    |              |
| 待播     | 《梦花廷》         | 缇兰/紫簪 |              |
| 待播     | 《野狗骨头》       | 苗靖      |              |

## 音樂作品
| 播放年份 | 歌曲名稱    | 合唱藝人                                   | 備註                       |
| 2020年   | 說好的再見  | 彭昱暢、梁靖康、周依然、張宥浩、郭丞、周遊 | 《風犬少年的天空》的畢業歌 |
| 2022年   | Falling you | 陳飛宇                                     | 《點燃我，溫暖你》的插曲   |